# Alatan Gadasu
Alatan Gadasu, född 27 januari 1984, är en friidrottare från Kina. Han deltog vid olympiska sommarspelen 2004.